# バルダーズ・ゲート2 シャドウ オブ アムン
バルダーズ・ゲート2 シャドウ オブ アムン（Baldur's Gate II: Shadows of Amn）は、2000年にバイオウェアが開発、Interplay Entertainmentから発売されたコンピュータゲーム。1998年に発売された『バルダーズ・ゲート』の続編。
本作（『BG2』）は、テーブルトークRPG（TRPG）ダンジョンズ&ドラゴンズ（D&D）を基にしたコンピュータRPG（CRPG）。前作（『BG1』）の直接の続編であり、ストーリーも前作の終了直後から始まる。当然作品世界も同じフォーゴトン・レルムで、ゲームルールも前作と同じアドバンスト・ダンジョンズ&ドラゴンズ第2版（AD&D2）を、CRPG向けにアレンジしたものとなっている。ゲームエンジンは、前作に使われたInfinity Engineの改良版が使われている。主人公も続投するほか、コンパニオン・キャラクターも前作のキャラが一部続投し、更に新キャラも登場する。
本作の舞台は同じフェイルーン大陸だが、前作でも語られた南の商業国家オームーとその首都アスカトラ周辺となる。なお、本作のタイトルにある「Amn」は、本作の日本語版などでは「アムン」表記となっているが、D&Dの日本語版では「オームー」表記となっている。
本作は批評・売り上げどちらにおいても成功をおさめ、多くの賞も受賞した。2001年には、本作の大規模拡張パックにして、1作目から続く「ベハルの子サーガ」完結編と言える『Baldur's Gate II: Throne of Bhaal』（『ToB』）が発売された。2013年には、本作に追加要素を加えたリマスター版『Baldur's Gate II: Enhanced Edition』が発売された。
2023年には、ナンバリングとして『ToB』以来、20年以上空けての続編『Baldur's Gate III』が、Larian Studiosにより開発・発売された。

## ゲーム内容
前作同様、AD&D2のルールを基にしており、プレイヤーは最大6人のキャラからなるパーティを操作し、そのうちの1人が主人公となる。主人公が死亡した場合は、セーブデータをロードするか、新しいゲームを開始しなければならない。最初に主人公のクラス、能力値、外見、善/悪や秩序/混沌（またはそれらの中立）の属性（アライメント）を設定してキャラを作成する。『BG1』やその拡張版『Tales of the Sword Coast（『TotSC』）』のキャラをインポートすることもできる。プレイヤーは、特定のノンプレイヤーキャラクター（NPC）を勧誘して共に旅をすることができ、グループに誰がいるかによって口論やロマンス、またはサイドクエストが発生することもある。パーティ内のNPCはしばしばプレイヤーやNPC同士で会話し、時にはプレイヤーの会話に割り込んでくることもある。
プレイヤーはクォータービューの画面でキャラやオブジェクトをクリックし、移動や操作を行う。主人公が中央にいる必要はなく、マウスやキーボードでスクロールさせることもできる。マップはキャラの移動により明らかになっていくが、エリアから離れると戦場の霧効果で隠される。ゲーム進行はリアルタイムだが一時停止も可能で、その場合は操作可能なキャラにコマンドを入力し、ゲームが一時停止解除されたときに実行しようとする。特定の時間に自動的に一時停止するように設定することもできる。対話は、NPCが特定のスクリプトで決めた時間に開始するか、プレイヤーが敵対していないNPCをクリックすることで開始される。NPCに話しかけるときは多くの場合、返答リストから何を話すかを選ばねばならず、重要な情報が得られたり、クエストが発生することもある。プレイヤーが敵対する存在をクリックすると、現在選択されているキャラが攻撃するために前進する。ゲーム内のキャラクター、クリーチャー、アイテム、建物に関する情報は、それらにマウスポインタをかざすとツールチップに表示される。
パーティ内のキャラが必要な経験点を獲得すると、レベルが上がる。経験点は、敵を倒したりクエストを完了したりといった特定のプレイヤーの行動に対して与えられる。パーティには評判もあり、これはプレイヤーの道徳的行動に影響され、パーティ・リーダーのカリスマと共に、ゲーム世界のNPCがプレイヤーにどう反応するかに影響する。また、パーティのキャラクターは、パーティの評判が自分のアライメントと相反する場合、文句を言う。休息をとるとパーティキャラを回復させ、疲労しているキャラクターをリフレッシュさせる。本作には覚えられる呪文が300以上あるが、ソーサラー以外は使用する前に呪文を準備しておく必要がある。呪文の詠唱には時間がかかり、攻撃や他の呪文によって中断されることがある。
プレイヤーは、ユーザインタフェースからサブスクリーンにアクセスできる。それらにはエリアマップやワールドマップ、クエストや進行の重要な情報を記録するジャーナル、アイテムと装備を管理するインベントリ、キャラの能力情報やレベルアップができるレコード、呪文を調べたり覚えるといったものがある。それに加え、オプションでは設定の変更や、ゲームのセーブ/ロードや終了ができる。
キャラ作成時に選択できるクラスにはファイター、レンジャー、パラディン、シーフ、バード、メイジ、クレリック、さらに本作のため追加されたバーバリアン、モンク、ソーサラーがある。クラスによって、それぞれ特殊な能力があると同時に、装備品やアライメントなどに制限もある。ほとんどのクラスには、さらに専門の分野（キット）を選択することもでき、それぞれに利点と欠点がある。ゲームのある時点で、プレイヤーは特定の場所を拠点にすることができ、専用のクエストも発生する。拠点の種類は主人公のクラスによって決まる。
本作におけるサイドクエストは物語の本筋となるイエモンの救出劇とは独立した内容であり、サイドクエストをクリアすると大量の経験値やユニークアイテムを入手できるが、必ずしもクリアする必要はない。また、本作では複数のサイドクエストが同時に発生したり、その背景が複雑な場合もあるため、混乱防止の観点から受注したクエストの内容を要約する「日記」という機能が用意されている。
前作同様マルチプレイヤーモードもあり、最大6人のプレイヤーが、作成したキャラやNPCを操作してプレイできる。1人が主人公を操作し、他のゲーム内容は変わらない。

## ストーリー

### 前作までの出来事
デイル歴（DR）1358年、超越神エイオーの怒りによりほとんどの神が定命の者に落とされた。神々は大混乱となり、さらに殺し合いで多くの神が命を落とした。「災厄の時」と呼ばれるこの時期に死ぬことを予見していた"殺戮の王"ベハルは、予め残していた多くの子に己の神性を少しずつ分け与え、その子らが殺し合うことで少しずつ力を高め、いずれ自分が復活できるよう仕組んでいた。
DR1368年、ベハルの落とし子の一人サレヴォクは、自らがベハルの後継者となるべく、バルダーズ・ゲートやソード・コースト周辺で暗躍する。キャンドルキープで育った孤児（主人公）は、命を狙われるも養父である賢者ゴライオンに命を賭して逃される。同じベハルの落とし子であった孤児だが、彼は幼馴染のイモエンや、ゴライオンのかつての仲間ジャヘイラとカリード夫妻、ハムスターを連れたレンジャーのミンスクなど、仲間と共にサレヴォクに立ち向かう。そして、ついに地下のベハル神殿でサレヴォクは滅ぼされ、その野望は潰えた。

### 今作
サレヴォクとの戦いを終えた主人公は、自らの出自を巡る策謀から逃れるべく旅立つ。しかし何者かに襲われ、気付くとどこかに囚われていた。
イモエンにより開放された主人公は、凄惨な拷問や実験が行われていたと思しき施設の中で、同じく囚われていたミンスクやジャヘイラを救出する。しかし、かつて護衛していた魔女を殺されたミンスクは復讐を誓い、カリードを殺されていたジャヘイラは悲嘆に暮れる。施設を抜ける中で、この非道な行為を行っているのが「ジョン・イレニカス」という者であると知る。
ようやく施設を抜けた時、一行はイレニカスと遭遇し争いとなる。ところが、彼らがいた商業国家オームーの首都アスカトラでは富の保護という観点から魔法の使用が禁じられており、イレニカスとイモエンは法律違反としていきなり現れたカウルド・ウィザードに捕らえれられてしまい、難攻不落の要塞スペルホールドに収監されてしまう。主人公らはイモエンの身を案じ、彼女を救い出すため行動を開始する。イレニカスはなぜこのような事をしているのか、彼の過去に何があったのか、そして彼は何のために主人公らを捕らえたのかが、その中で明らかになっていく。

## 開発
商業的にも批評的にも成功した『BG1』だが、これはバイオウェアが制作した初のRPGであり、その過程で学んだことを『BG2』に応用した。また、前作はゲーム内容とエンジンを同時に開発していたため、デザイン目標の達成に十分な時間が無いと感じていた。『BG2』では、ゲームの "可能性を最大限に引き出す"ために、デザイナーに "十分な時間"を与えるべきだと判断された。開発期間中は、「『BG2』があらゆる面で『BG1』を凌駕し、『BG1』をプレイしていない新しい層にもアピールできるようにすること」に注力した。
『BG1』は、当時海外では衰退気味だったCRPGというジャンルを、ほぼ一作で活気付けたとも評された。一方日本では、スクウェアを中心に多数の大ヒットCRPGが発売されており、『BG1』の約2年前には歴史的な作品『ファイナルファンタジーVII』（『FF7』）が発売されている。『BG1』のシナリオライターだったジェイムズ・オーレンは、ある日Interplayのプロデューサーから「バルダーズ・ゲートのキャラは、『FF7』のキャラほど深みがない」と言われ、実際『FF7』をプレイすると「なんてことだ、これに比べれば自分のキャラなどダンボールの切り抜きのようだ」と感じた。この体験が、『BG2』のキャラ造形により深みを持たせる事につながったという。
『BG2』の開発は、1999年1月に始まった。掲示板やニュースグループでのファンからの提案、『BG1』のレビュー、社内の提案などから、建設的な批評のリストが作成され、このリストからゲームに追加すべき機能が絞り込まれた。このリストには、800×600ピクセル以上の高解像度への対応、3Dへの対応、マルチプレイでの一時停止しないダイアログ、インターフェイスのドロップオフ・パネル、キャラクター・キット、武器の二刀流、合理化されたジャーナルと注釈可能なマップ、デスマッチ、ドラゴンなどAD&Dで有名なモンスターの実装などが挙げられている。カットしなければならない機能はそれほど多くなく、できる限り残した。エンジン開発は成熟していたため、ほとんどの機能はかなり簡単に追加できた。共同リード・デザイナーのジェイムズ・オーレンは、エンジンが完成したことで、「基本的な機能」に集中するのではなく、コンテンツ制作に力を注ぐことができるようになったという。プロデューサーのベン・スメッドスタッドは、「エンジンは初日から稼働しており、士気を大いに高めてくれた。モンスターが完成したら、それを "override"ディレクトリに入れればゲームに表示される!これは、オリジナルでの作業とは大きな変化です」と語っている。プロジェクト後半にはデスマッチが削除され、"最も問題のある機能"であることが判明した一時停止しないダイアログは、2000年初頭に再導入される前に初期段階で削除された。
『BG2』では、『BG1』で使用されていたInfinity Engineが再利用されているが、『BG2』の開発が始まって以来多くの点で改良された。従来の640×480の解像度に加え、800×600の解像度がオプションで追加された。ドロップアウェイ・サイドパネルが実装され、呪文や特殊効果に3Dサポートが追加された。経路探索は『TotSC』で改善されていたが、『BG2』では「bumping」と呼ばれる機能によってさらに改善された。また、ダンジョン内の道幅が広げられ、キャラが立ち往生しにくくなった他、インターフェイスも少し改良された。
『BG1』での設計上の失敗を繰り返さないよう、各部門のガイドラインが作成された。これらのリストは、開発が続く中で常に変更され進化していった。プロジェクト全体の主な設計指針は、プレイヤーが自分の行動がゲーム世界に影響を与えていると感じられるようにすること、そしてプレイヤーがどの道を歩むかによって善と悪の選択肢が得られるようにすることだった。ストーリーのガイドラインは、プレイヤーキャラに焦点を当て続けること、悪役の活動をプレイヤーに知らせ続けること、重要な筋書きにひねりを加えること、そしてゲームの結末を十分にオープンにし、さらなる続編の余地があるようにすることだった。環境に関するガイドラインは、ゲームを章立てにすること、いくつかの場所を中心的なプロットにとって重要な場所にすること、エリアを面白く保ち、素早く移動しやすくすること、プレイヤーの興味を引くために、探索できるようになる前のエリアを紹介することだった。ゲームシステムについては、キャラのカスタマイズと、よく練られた報酬システムに重点を置いた。NPCが一度に話す文の数を制限すること、プレイヤーの応答選択肢の数をできるだけ3つにすること、冒涜的な言葉やアクセントを避けること、重要でないNPCの台詞はランダムで少量にすること、などである。一方で、これらはデザインやアートでは必ずしも守られず、ゲームの一部で修正が困難か不可能なスローダウンも引き起こした。
レベル作成のプロセスは長く複雑だった。まず、デザイナーが作成するエリアの大まかなレイアウトを作成することから始まる。彼らはこのコンセプトマップをアーティストに渡し、アーティストはそれにモデルを追加し、最大のオブジェクトから始まり、個々の家具のような小さなアイテムに終わる。アートチームによってすべてが配置された後、デザイナーが再び引き継ぎ、グラフィックの強化、エフェクト、衝突検出コードを挿入した。機能的なレベルでは、クリーチャー、アイテム、トラップ、トリガーが最後に追加され、それから動作を制御するためのスクリプトがすべて書かれる。また、アーティストやデザイナーなど、チーム内の様々な部門でコミュニケーションに問題があり、その結果、それぞれの仕事に一貫性がなくなってしまうこともあった。レイ・ミュジカは、「彼らは、チームのすべての要素が互いに話し合い、個人の集まりとしてではなく、グループとして機能していることを確認することを学んだ」と語っている。彼らは、レベル作成プロセスを自動化したことで、レベルが迅速にデザインされ、良い仕事をしたと感じている。ミュジカはまた、「デザイナーがレベルの説明を提出し、アートが完成して1ヶ月後にスクリプティングの準備が整ったものを受け取るかもしれない。しかし、そこには欠落（殆どの場合ドア）があるかもしれない。その場合、私たちはその欠落がアートピースを作り直させるほど重要なのか、それとも単に完成したアートに合うようレベルデザインを微調整すればいいのかを判断しなければならない。」とも語っている。エリアは以前よりもコンパクトになり、"デッドスペース"の量は抑制された。移動距離が少なくて済むため、主要エリア間の移動が速くなった。
『BG2』のアートディレクターを務めたマーシャ・トーファーは、8～12人のチームと共に、背景やモンスターなど、ゲームのアートワークを制作した。トーファーは、バルダーズ・ゲートが都市作りの最初の試みであり、そこで学んだことがアスカトラを"はるかに多様で興味深い"ものにするのに役立ったと述べた。都市のレンダリングには18時間から24時間かかったが、500MHzの複数のデュアルPentium IIIと512MBのメモリを組み合わせた、当時としては強力なハードウェアを使用していた。
映画やテレビなどの伝統的なメディアでは、何を見られるかは制作者によって効果的にコントロールされる。『BG2』のライター兼デザイナーの一人であるルーク・クリストジャンソンによれば、ゲームは映像メディアだが、映画やテレビのような伝統的なものとは異なるという。『BG1』では、開発者は要所々々で何が見られるか知っているが、プレイヤーがそれをいつ見るか、意義を見出すかは分からなかった。『BG2』では、こうした欠点を改善するためにいくつかのツールが使われた。その一つがゲーム内のカットシーンで、短い劇のようなもので「世界と物語全体にサスペンスと深みを加える」ものだった。カットシーンは『BG1』でも使われていたが、『BG2』では"より効果的に"採用された。もう一つの手法は、『BG1』よりも、プレイヤーと共に旅をするキャラのインタラクティブ性を高めたことだった。『BG1』では登場人物たちが冗談を言い合っていたが、『BG2』ではそれが非常に増えている。NPCが口を挟み、出来事の重要性を補強し、彼ら自身の動機付けがされる。ゲームにおける重要な分岐点は、彼らにとっても重要だからである。クリストジャンソンによれば、イモエンは開発中に追加されたキャラであり、キャラとして不完全であったにもかかわらず、第1作のプレイヤーに予想外に人気があったと述べている。イモエンが他のキャラとの交流が少なかったため、「主人公と親密な印象を与えた」と語っている。これは開発者が意図したわけではなく、『BG2』で主人公の異母姉妹であることが明かされ、プロット上重要な存在となった。
プロデューサーのベン・スメッドスタッドは、ゲーム開発後期の「クランチ・タイム」について、早すぎず遅すぎず、適切な時期に始めることが重要だと述べている。2000年7月、『BG2』は第二次クランチ期に入り、月曜日から金曜日は午前9時から午後9時まで、土曜日は午前9時から午後6時までとなった。最初のクランチ期は通常の週休2日制だったが、勤務時間は午前9時から午後9時までだった。火曜日と木曜日は午後12時から午後5時まで、土曜日は午後5時から午後5時までである。"必要な限り"というのが、開発の最終週を含む最終段階の理念である。によれば、スメッドスタッドによれば、第2段階はストレスが本当に始まるところであり、第3段階はその頃には長時間の労働に慣れているため、実際には思ったほど悪くないという。
ゲームの開発中、バイオウェアに品質保証部門が追加され、ゲームのパブリッシャがテストに協力した。ミュジカは「その巨大さゆえ『BG2』はテスターにとって悪夢のようだった。これは、エリアの開発中に十分なテストがされていなかったという事実でさらに悪化した。」と語っている。このゲームには約290のクエストがあり、それぞれのクエストをシングルとマルチの両方でテストする必要があった。バイオウェアは、Black Isle Studiosのファーガス・アークハート、ダグラス・エイヴリー、クリス・パーカーによって導入された、ゲームのクエストをホワイトボードにリストアップし、各クエストの横に「X」印を付けるという方法を採用した。デザイナーとテスターの2人1組で、1日に約6つのクエストをこなした。クエストが検証されると、その「X」は外された。

## オーディオ
パブリッシャであるBlack Isle Studiosがゲームのボイスオーバーを担当した。プロデューサーのクリス・パーカーは、『BG2』の完成が近づく2000年4月、ボイスオーバーの収録が近づいていることについて、「ストーリーと台詞が完成してからでないと始められない」と語っている。台本は台詞の他に、感情の状態や、俳優が台詞を正しく演じるためのガイドとなる指示など、様々な情報を含んでいる。Black Isleはハリウッドに近かったため、声を演じる人材はたくさんいた。約50人の俳優が必要で、キャスティングのほとんどは、彼らがよく知っているタレントを使ってテープで行う。プロデューサーであるパーカーの仕事は、パフォーマンスが正しい精神に則っているかどうかを確認することであり、技術面はスタジオが担当する。時には、より良いものを求めて異なる台詞を試すこともあった。それが採用された場合、ゲーム内のテキストもそれに合わせて変更された。英語版音声では、デビッド・ワーナーが敵役のジョン・イレニカスを演じた。PC Gamerは、「彼が傲慢なエルフの魔術師を威厳をもって演じたことにより、イレニカスはRPGで最も記憶に残る悪役の一人となり、『BG2』が今日でも魅力的な体験であり続ける重要な理由の一つ」と評した。
タンジェリン・ドリームで活躍したドイツの作曲家ミヒャエル・ヘーニッヒが音楽を担当した。彼は『BG1』の音楽も担当した。
| #   | タイトル                         | 作詞 | 作曲・編曲 | 時間 |
| --- | -------------------------------- | ---- | ---------- | ---- |
| 1.  | 「Main Title」                   |      |            | 2:02 |
| 2.  | 「Jon Battle and Peace」         |      |            | 1:41 |
| 3.  | 「Gaelan Bayle Sailing」         |      |            | 1:14 |
| 4.  | 「Asylum Journey」               |      |            | 2:05 |
| 5.  | 「Underdark」                    |      |            | 3:00 |
| 6.  | 「City Gates」                   |      |            | 1:24 |
| 7.  | 「Trademeet」                    |      |            | 1:00 |
| 8.  | 「Waukeen's Promenade」          |      |            | 1:27 |
| 9.  | 「The Pirate Isle」              |      |            | 0:56 |
| 10. | 「Taverns」                      |      |            | 1:21 |
| 11. | 「The Domain of the Dragon」     |      |            | 3:33 |
| 12. | 「Jon Irenicus Encounter Theme」 |      |            | 2:24 |
| 13. | 「The Slums」                    |      |            | 2:15 |
| 14. | 「Forest Battle I」              |      |            | 1:18 |
| 15. | 「Forest Battle II」             |      |            | 1:01 |
| 16. | 「Plains Battle I」              |      |            | 1:13 |
| 17. | 「Plains Battle II」             |      |            | 1:19 |
| 18. | 「Mountain Battle I」            |      |            | 0:58 |
| 19. | 「Mountain Battle II」           |      |            | 1:05 |
| 20. | 「City Battle I」                |      |            | 1:00 |
| 21. | 「City Battle II」               |      |            | 1:07 |
| 22. | 「Nighttime in the Docks」       |      |            | 1:42 |
| 23. | 「The Planar Sphere」            |      |            | 0:45 |
| 24. | 「The Druid Grove」              |      |            | 0:50 |
| 25. | 「The Asylum」                   |      |            | 0:58 |
| 26. | 「The Dreams」                   |      |            | 2:59 |
| 27. | 「Romance I」                    |      |            | 2:03 |
| 28. | 「Romance II」                   |      |            | 1:14 |
| 29. | 「The Bad」                      |      |            | 1:36 |
| 30. | 「The Good」                     |      |            | 1:31 |
| 31. | 「Sewer Battle」                 |      |            | 2:17 |
| 32. | 「Amongst the Sahuagin」         |      |            | 1:01 |
| 33. | 「Shadow Battle」                |      |            | 1:03 |

## 発売
『BG2』は1999年11月に発表された。2000年9月14日にゴールドになり、北米では9月21日に、ヨーロッパでは9月29日に発売された。また、コレクターズ・エディションも発売され、ゲーム本編、布製マップ、キャラクター・トレーディング・カード8枚、Black Isle Studiosのタブレット、ユニーク装備とサウンドトラックの曲が収録された追加CDが同梱された。Macintosh版はMumboJumboによって移植され、2001年10月15日に発売された。

### 拡張パック
『Baldur's Gate II: Throne of Bhaal』（『ToB』）は『BG2』の拡張パックで、バイオウェアが開発し、Black Isle Studiosがパブリッシャを務め、2001年6月に発売された。『ToB』は主人公の歴史をさらに発展させ、最終章としてBaldur's Gateサーガを完結させた。また、基本のゲームに様々な機能が追加された。『BG2』と『ToB』の両方からアクセスできる新ダンジョン「ウォッチャーズ・キープ」、高レベルのクラス・アビリティ、経験点上限解放、新クラス・ワイルドメイジなどの新機能と機能強化、そして新たなアイテムと呪文である。『ToB』は好評を博し、2002年のInteractive Achievement Awardsで「Computer Role-Playing Game of the Year」を受賞した。レビュアーたちは総じて『ToB』を賞賛し、Baldur's Gateサーガの壮大な完結編だと評している。

### 再発売
『BG2』は拡張版である『ToB』と共に、2003年に『Baldur's Gate II: The Collection』として再リリースされた。2004年には、一作目『BG1』とその拡張版『Tales of the Sword Coast（『TotSC』）』、『Icewind Dale』（『IWD』）とその拡張版『Heart of Winter』、『Icewind Dale II』とのバンドル『Black Isle Compilation Part Two』として発売された。2006年には、『BG1』、『TotSC』、『ToB』と共に『Baldur's Gate: 4 in 1 Boxset』として再発売された。また、『The Forgotten Realms Deluxe Edition』、『Ultimate Dungeons & Dragons』、『Dragons Anthology: The Master Collection』にも収録されている。2010年、『Baldur's Gate II Complete』がGOG.comでデジタル版として発売された。これには『BG2』と『ToB』の両方が含まれている。さらに PDF形式のゲームマニュアル、高解像度の壁紙、アートワーク、アバター、『BG2』と『ToB』のサウンドトラックが含まれている。

### Enhanced Edition
『Baldur's Gate II: Enhanced Edition（『BG2:EE』）』は2013年に発売された。開発はOverhaul Gamesで、『BG2』のリマスター版であり、Infinity Engineのアップデート版を使用している。これはPC、iOS、Mac OS X、Linux、Android向けにリリースされた。Skybound Entertainmentの一部門であるSkybound Gamesは、2019年にPlayStation 4、Xbox One、Nintendo Switchで『BG2:EE』を発売した。

## 売上
米国では、PC Dataの9月17日〜23日のコンピュータゲーム・セールス・チャートに『BG2』が5位でランクインした.。翌週には『The Sims: Livin' Large』に次ぐ2位に浮上し、コレクターズ・エディションは7位を獲得した。『BG2』は発売後14日間で、北米における全SKUの売上が400万ドルに達し、これはインタープレイのコンピュータ・タイトルとしては最高記録である。PC Dataの9月度月間チャートでは、『BG2』が11位、コレクターズ・エディションが19位にランクインした。3週目に入り、週間チャートでは5位に落ちたが、10月5日～28日の期間を通してトップ10に留まり、月間では7位となった。その後、PCデータの週間トップ10と月間トップ20からは姿を消した。PC Dataによれば、2000年末までの米国における『BG2』の売上は199,914本、売上は920万ドルであった。国内でのヒットは2001年中も続き、1月は15位、2月から11月第1週までにさらに10万3144本を売り上げた。通年の国内販売本数は22万5763本で、売上は963万ドルだった。
Media Controlのドイツ市場におけるコンピュータゲームの売上ランキングで、『BG2』は2000年10月に3位でデビューした。翌月には2位に上昇し、12月には12位に落ちた。Verband der Unterhaltungssoftware Deutschland（VUD）は、2000年末までにドイツ、オーストリア、スイスで10万本以上の売上があったことを示す「Gold」賞を授与した。Media Controlは、2001年の最初の3ヶ月間、それぞれ10位、17位、23位にランク付けした。Chart-Trackによれば、英国では『BG2』が2000年11月の発売月で2位を記録した。12月には10位に転落し、2001年1月にはトップ10から外れた。
『BG1』、『TotSC』、『BG2』の世界累計販売本数は、2001年3月までに350万本を突破した。『BG2』だけでも、2002年12月までに150万近い売上を達成し、2005年11月には200万を超えた。NPD Groupによると、『BG2』は2006年8月までに米国で48万本（1,960万ドル）を売り上げた。Edgeは、2000年1月以降に発売されたコンピュータゲームの中で、同国で31番目に売れた作品であると発表した。

## 評価
『BG2』は発売と同時に批評家から絶賛され、レビューアグリゲーターのMetacriticでは、PCゲームとして8番目に高いスコアを記録している（2024年4月現在）。GameSpotのレビュアーは、非常に長いゲームではあるが、細かい点こそがこのゲームを非常に素晴らしいものにしており、このゲーム自体が別格であると述べている。IGNも同様の感想を述べ、「このゲームは比類がなく、追随するものがいない」と締めくくった。Computer Gaming Worldのレビュアーは、『BG2』を大絶賛し、小さな問題点しか見つからず、「"史上最高のRPG"というフレーズに囚われるつもりはないが、『Fallout』、『Planescape: Torment』（『PS:T』）、『Betrayal at Krondor』のような偉大な作品と肩を並べることは間違いない」と認めている。Eurogamerは『BG2』に多くの賞賛を惜しまず、「ストーリーとクエストは魅力的で、ゲームプレイは試行錯誤が繰り返され、全体的な感触はプロフェッショナルで面白い」と述べている。デイヴィッド・シムキンスはNext Generation誌でPC版をレビューし、5つ星中5つ星と評価し、「『BG2』はPC用RPGの水準を引き上げ、このジャンルを新たなレベルへと昇華させた」と書いている。
GameSpotとIGNは、このゲームが前作『BG1』よりも優れていると感じていた。Computer Games MagazineとGameplanetは、ほとんど全ての点で『BG1』を上回っていると指摘した。"洗練した/洗練された"という表現は、何人かのレビュアーがこのゲームについて使った表現である。RPGamerは、このゲームに対して他よりやや批判的だが、「少し物足りない部分もあるかもしれないが、それでも時間を費やす価値のある模範的なゲームだ」と結論付けた。
『BG2』のゲームプレイは、GameProによって「病みつきになる」と評された。RPGamerは、ゲームは概ね前作『BG1』と同じであるが、戦闘はかなり改善され、フラストレーションが減り、より戦略的な選択肢が増えたと述べた。Computer Gaming Worldも同意見で、プレイヤーは戦闘プランの立案と実行をより考慮するようになるだろうと述べている。Eurogamerは、インターフェイスが「信じられないほど使いやすい」と評している。IGNのレビュアーは、このゲームは何度も厳しい決断を迫られ、考えさせられたと述べ、クエストの分かりやすさと1つのゴールから次のゴールへの移動のしやすさを賞賛した。しかし一部のレビュアーは、ゲーム内のNPCがプレイヤーが作ったキャラほど力が無いと感じた。GameSpyによれば、このゲームは『BG1』よりもはるかに難しく、前作よりも戦略と計画が必要と述べた。GameSpotは、ゲームの序盤は平坦だったが、プレイヤーがアスカトラに到着するとかなり良くなったと感じた。IGNは、ゲームの序盤は良いものの、アスカトラでの冒険ほど楽しいものではなかったと指摘している。
大半のレビューアーは本作のプロットを肯定的に受け止めており、GameSpyは「叙事詩」、GameSpotは「素晴らしいストーリー」と評している。Eurogamerは、ストーリーは前作をかなり凌駕していると感じた。Computer Gaming Worldも、『指輪物語』を彷彿とさせるプロット・スタイルで、かなり改善されていると評価している。ストーリーの深さという点では、『PS:T』と『IWD』の中間だと感じている。。一方RPGamerのレビュアーは、プロットが精彩を欠いていると感じたが、サイドクエストが"小さな叙事詩"になり得ると評価している。
ゲームのグラフィックは好評だった。GameProは「背景は素晴らしく、呪文のエフェクトも印象的」と賞賛した。 IGNもこの意見に賛同し、『BG1』と『BG2』の違いを「止まった油絵を見てから、大画面テレビで動きのあるシーンを見るようだ」と評した。Eurogamerもアートワークを称賛している。GameSpotは「プリレンダリングされた背景も、キャラクターやモンスターのアニメーションもよくできている」と評価した。FiringSquadは「このゲームのアートワークは『PS:T』を凌ぐ」と述べている。また、背景のアートワークについては「素晴らしい」と評している。『BG2』の声優についてFiringSquadは絶賛しており、「キャラクターが生き生きと、快活に（あるいは憂鬱に、クレイジーに、どんな声であれ）聞こえる」「声の質がプレイヤーをゲームにより深く引き込んだ」と述べている。IGNは声優の演技を「卓越したもの」と呼び、「様々な個性がプレイヤーをキャラクターに"愛着"を抱かせる」と述べた。ただ、主人公の新しい声が少ないことだけは不評だった。レビュアーは概して、このゲームの音楽はよくできていると評価したが、RPGamerは「無難だが印象に残らない」と感じていた。
Gameplanetは、このゲームのオンラインマルチプレイへの対応の悪さを批判し、「不安定でかなりイライラする」と述べた。FiringSquadは、オンラインゲーム中の戦闘におけるプレイヤー間のコミュニケーション不足を問題視しており、LANでのプレイの方がより満足できるとしていた。PC Zoneは、マルチプレイは1作目と同様に印象が薄く、ゲームにはマルチプレイ用マップが必要だと述べている。しかしIGNは、マルチプレイはしっかりと実装されており、楽しいと感じた。誘導に関しては批判されることもあった。また、特定の場所にアクセスしようとすると頻繁にクラッシュするなど、ゲームのバグにも批判が向けられた。GameSpyによれば、『BG2』は「100％安定していない」。GameSpotは、ゲームのロード時間がやや長く、ゲームがクラッシュすることもあると指摘したが、これらの問題は重要なものではないとしている。IGNは、呪文や "まばゆいばかりの背景 "のために、多くのアニメーションが同時に発生する戦闘中にゲームがスローダウンしたことを指摘しながらも、他の技術的な問題はほとんどなかったと述べている。 また、GameSpotは選択できるキャラのポートレイトの数が少ないことに失望し、特殊効果やオーディオ、グラフィックが前作からの使いまわしであることに不快感を示した。
後にGameSpotは、『BG2』を「RPGの歴史に燦然と輝く偉業」と評した。 2007年のGamasutraでの、CRPGの「Platinum and Modern Ages」に関する記事で、マット・バートンはこのゲームに対する現代のレビュアーの普遍的な賞賛に言及し、「これまでにデザインされた中で最も優れたCRPG」と呼んだ。 GameSpyによれば、「本作はこれまでに作られた中で最も優れたCRPGの1つであり、RPGファンなら誰もが見逃すことのできない体験」と述べている。
日本のニュースサイト「Game Watch」の 中村聖司は、「スペースキーで戦闘中に一時停止し、その間にパーティーメンバーの行動を入力する」という仕様には戸惑うが、慣れてくると強い敵に会うのが楽しみなぐらいよくできていると評価している。また、中村は悪人プレイでも楽しめる本作の寛大さも評価しており、日本産RPGしか遊んだことのない人にぜひおすすめしたいと述べている。

## 受賞
『BG2』はいくつもの賞を受賞している。2000年にはGameSpot、GameSpy、IGNで「Role-Playing Game of the Year」を受賞し、GameSpotの「Readers' Choice Game of the Year」を受賞した。2001年、Eurogamerの「Gaming Globe賞」を3部門受賞（最優秀ゲーム、最優秀アートディレクション、最優秀助演男性キャラクター（ミンスク））。Academy of Interactive Arts & Sciencesは、第4回Interactive Achievement Awardsにおいて「Character or Story Development賞」を受賞したほか、「Game of the Year」、「PC Game of the Year」、「PC Role-Playing」、「Game Play Engineering」部門にもノミネートされた。 IGNが2005年に発表した「Top 100 Games of All Time」では25位にランクインした。2006年には、トップ5には入らなかったものの、GamasutraのQuantum Leap Awardsで「honorable mention」を獲得した。『BG2』は、GameSpotの「Greatest Games of All Time」リストに選出された。2009年、Game Informerは『BG2』を「The Top 200 Games of All Time」の88位にランクインさせ、「史上最高のD&Dゲーム」と評した。これは2001年のトップ100から1ランクアップした。エンパイアの「 the 100 Greatest Games Of All Time」リストでは19位にランクインしている。2009年末、『BG2』はトップ12入りは逃したものの、2000年代のベストゲームを読者投票で選ぶGamasutraの「Game of the Decade」で「honorable mention」を与えられた。
2010年、IGNの「Top 25 Modern PC Games」において『BG2』は2位にランクインした。2013年には、GamingBoltの「Top 100 greatest video games ever made」で46位にランクインした。IGNは2014年、「The Top 11 Dungeons & Dragons Games of All Time」の1位に『BG2』をランクインさせた。ペーストのイアン・ウィリアムズは、2015年の「The 10 Greatest Dungeons and Dragons Videogames」で『BG2』を2位と評価した。IGNは、『BG2』を「Top 100 RPGs of All Time」の3位にランクインさせた。2016年、PC Gamerは『BG2』を「best RPGs of all time」の一作に挙げた。 Game Informerの「Top 100 RPGs Of All Time」リストでは9位にランクインし、PCGamesNの「best RPGs on PC」にも含まれている。

## 小説版
本作には、フィリップ・アサンスによる小説版がある。2000年にウィザーズ・オブ・ザ・コーストから出版され、ベハルの子最後の一人アブデルのみに焦点を当てている。この小説はシリーズ2作目で、1作目は同じくアサンスによる『BG1』のノベライズ、3作目はドリュー・カーピシンによる『ToB』のノベライズである。